# Steve Borg
Steve Borg (Mosta, 15 maggio 1988) è un calciatore maltese, difensore del Valletta e della nazionale maltese, di cui è capitano.

## Caratteristiche tecniche
È un difensore centrale.

## Carriera

### Club

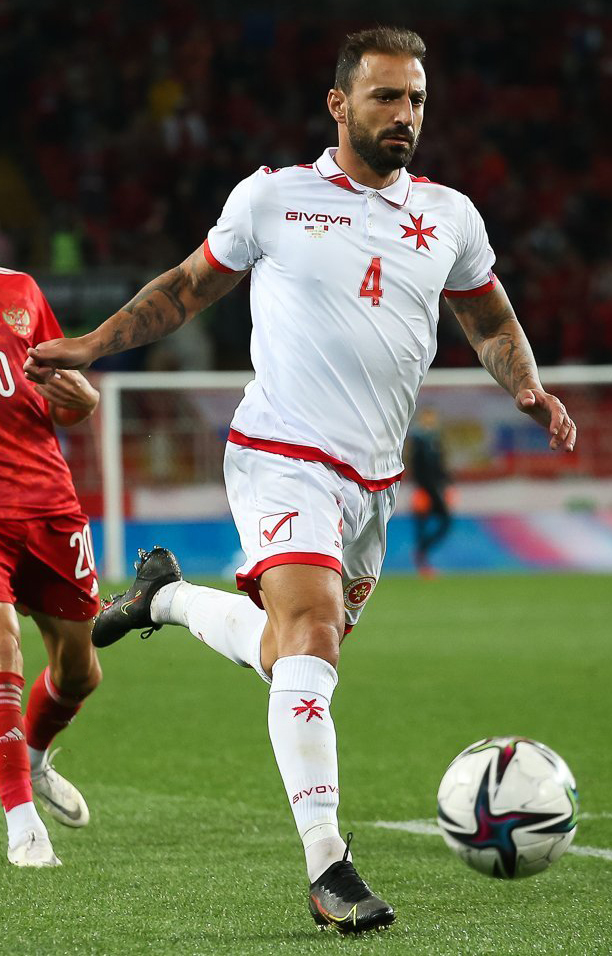
Steve Borg nel 2021.

Inizia a giocare a calcio nelle giovanili del Mosta. Il 1º luglio 2009 viene ingaggiato dal Valletta. Il 9 luglio esordisce nelle competizioni europee in Keflavík-Valletta (2-2), incontro preliminare valido per l'accesso alla fase a gironi di UEFA Europa League, subentrando al 90' al posto di Kenneth Scicluna.
Nel 2015 viene tesserato dall'Arīs Limassol, formazione impegnata nel campionato cipriota. Il 6 giugno 2016 torna al Valletta, firmando un accordo valido fino al 2021. Nel 2020 lascia la squadra – con cui ha vinto cinque campionati, due Coppe di Malta e cinque Supercoppe – firmando un contratto quinquennale con il Gżira Utd.
Il 12 gennaio 2022 si trasferisce a titolo definitivo agli Ħamrun Spartans, firmando un contratto della durata di tre anni e mezzo. Dopo tre anni, torna al Valletta, squadra nella quale aveva militato dal 2016 al 2020.

### Nazionale
Esordisce nazionale il 7 ottobre 2011 in Lettonia-Malta (2-0), in una sfida di qualificazione agli Europei 2012. Mette a segno la sua prima rete in nazionale il 23 marzo 2019 in Malta-Fær Øer (2-1), gara valida per le qualificazione agli Europei 2020. Nel 2020 è stato eletto calciatore maltese dell'anno dalla MFA.

## Statistiche

### Presenze e reti nei club
Statistiche aggiornate al 13 dicembre 2023.
| Stagione               | Squadra                | Campionato             | Campionato | Campionato | Coppe nazionali | Coppe nazionali | Coppe nazionali | Coppe continentali | Coppe continentali | Coppe continentali | Altre coppe | Altre coppe | Altre coppe | Totale | Totale |
| Stagione               | Squadra                | Comp                   | Pres       | Reti       | Comp            | Pres            | Reti            | Comp               | Pres               | Reti               | Comp        | Pres        | Reti        | Pres   | Reti   |
| ---------------------- | ---------------------- | ---------------------- | ---------- | ---------- | --------------- | --------------- | --------------- | ------------------ | ------------------ | ------------------ | ----------- | ----------- | ----------- | ------ | ------ |
| 2009-2010              | Valletta               | PL                     | 12+8       | 0          | CM              | 3               | 0               | UEL                | 1                  | 0                  | -           | -           | -           | 24     | 0      |
| 2010-2011              | Valletta               | PL                     | 17+9       | 1          | CM              | 3               | 0               | UEL                | 2                  | 0                  | SM          | 1           | 0           | 32     | 1      |
| 2011-2012              | Valletta               | PL                     | 20+9       | 4          | CM              | 4               | 0               | UCL                | 4                  | 0                  | SM          | 1           | 0           | 38     | 4      |
| 2012-2013              | Valletta               | PL                     | 9          | 1          | CM              | 0               | 0               | UCL                | 4                  | 0                  | SM          | 1           | 0           | 14     | 1      |
| 2013-2014              | Valletta               | PL                     | 12+10      | 0          | CM              | 4               | 0               | UEL                | 0                  | 0                  | -           | -           | -           | 26     | 0      |
| 2014-2015              | Valletta               | PL                     | 18+9       | 0+2        | CM              | 3               | 1               | UCL                | 0                  | 0                  | SM          | 0           | 0           | 30     | 3      |
| 2015-2016              | Arīs Limassol          | A                      | 26+7       | 1          | CC              | 2               | 0               | -                  | -                  | -                  | -           | -           | -           | 35     | 1      |
| 2016-2017              | Valletta               | PL                     | 27         | 1          | CM              | 1               | 0               | UCL                | 2                  | 0                  | SM          | 1           | 1           | 31     | 2      |
| 2017-2018              | Valletta               | PL                     | 22         | 0          | CM              | 4               | 1               | UEL                | 4                  | 1                  | -           | -           | -           | 30     | 2      |
| 2018-2019              | Valletta               | PL                     | 23+1       | 2          | CM              | 3               | 0               | UCL+UEL            | 2+2                | 0+1                | SM          | 1           | 0           | 32     | 3      |
| 2019-2020              | Valletta               | PL                     | 18         | 3          | CM              | 3               | 3               | UCL+UEL            | 3+0                | 0                  | SM          | 1           | 0           | 25     | 6      |
| Totale Valletta        | Totale Valletta        | Totale Valletta        | 224        | 14         |                 | 28              | 5               |                    | 24                 | 2                  |             | 6           | 1           | 282    | 22     |
| 2020-2021              | Gżira Utd              | PL                     | 22         | 2          | CM              | 2               | 0               | -                  | -                  | -                  | -           | -           | -           | 24     | 2      |
| 2021-gen. 2022         | Gżira Utd              | PL                     | 5          | 0          | CM              | 0               | 0               | UECL               | 4                  | 0                  | -           | -           | -           | 9      | 0      |
| Totale Gżira United    | Totale Gżira United    | Totale Gżira United    | 27         | 2          |                 | 2               | 0               |                    | 4                  | 0                  |             | -           | -           | 33     | 2      |
| gen.-giu. 2022         | Ħamrun Spartans        | PL                     | 7+4        | 0          | CM              | 3               | 0               | -                  | -                  | -                  | -           | -           | -           | 14     | 0      |
| 2022-2023              | Ħamrun Spartans        | PL                     | 20         | 1          | CM              | 3               | 0               | UECL               | 6                  | 0                  | -           | -           | -           | 29     | 1      |
| 2023-2024              | Ħamrun Spartans        | PL                     | 9          | 0          | CM              | 0               | 0               | UCL+UECL           | 2+4                | 0                  | SM          | 1           | 0           | 16     | 0      |
| Totale Ħamrun Spartans | Totale Ħamrun Spartans | Totale Ħamrun Spartans | 40         | 1          |                 | 6               | 0               |                    | 12                 | 0                  |             | 1           | 0           | 59     | 1      |
| Totale carriera        | Totale carriera        | Totale carriera        | 324        | 18         |                 | 38              | 5               |                    | 40                 | 2                  |             | 7           | 1           | 409    | 26     |

### Cronologia presenze e reti in nazionale
| Cronologia completa delle presenze e delle reti in nazionale ― Malta | Cronologia completa delle presenze e delle reti in nazionale ― Malta | Cronologia completa delle presenze e delle reti in nazionale ― Malta | Cronologia completa delle presenze e delle reti in nazionale ― Malta | Cronologia completa delle presenze e delle reti in nazionale ― Malta | Cronologia completa delle presenze e delle reti in nazionale ― Malta | Cronologia completa delle presenze e delle reti in nazionale ― Malta | Cronologia completa delle presenze e delle reti in nazionale ― Malta |
| Data                                                                 | Città                                                                | In casa                                                              | Risultato                                                            | Ospiti                                                               | Competizione                                                         | Reti                                                                 | Note                                                                 |
| -------------------------------------------------------------------- | -------------------------------------------------------------------- | -------------------------------------------------------------------- | -------------------------------------------------------------------- | -------------------------------------------------------------------- | -------------------------------------------------------------------- | -------------------------------------------------------------------- | -------------------------------------------------------------------- |
| 7-10-2011                                                            | Riga                                                                 | Lettonia                                                             | 2 – 0                                                                | Malta                                                                | Qual. Euro 2012                                                      | -                                                                    |                                                                      |
| 11-10-2011                                                           | Ta' Qali                                                             | Malta                                                                | 0 – 2                                                                | Israele                                                              | Qual. Euro 2012                                                      | -                                                                    | 83’                                                                  |
| 29-2-2012                                                            | Ta' Qali                                                             | Malta                                                                | 2 – 1                                                                | Liechtenstein                                                        | Amichevole                                                           | -                                                                    | 46’                                                                  |
| 2-6-2012                                                             | Lussemburgo                                                          | Lussemburgo                                                          | 0 – 2                                                                | Malta                                                                | Amichevole                                                           | -                                                                    | 46’                                                                  |
| 14-8-2012                                                            | Serravalle                                                           | San Marino                                                           | 2 – 3                                                                | Malta                                                                | Amichevole                                                           | -                                                                    | 62’                                                                  |
| 7-9-2012                                                             | Ta' Qali                                                             | Malta                                                                | 0 – 1                                                                | Armenia                                                              | Qual. Mondiali 2014                                                  | -                                                                    |                                                                      |
| 11-9-2012                                                            | Modena                                                               | Italia                                                               | 2 – 0                                                                | Malta                                                                | Qual. Mondiali 2014                                                  | -                                                                    |                                                                      |
| 12-10-2012                                                           | Plzeň                                                                | Rep. Ceca                                                            | 3 – 1                                                                | Malta                                                                | Qual. Mondiali 2014                                                  | -                                                                    |                                                                      |
| 4-6-2014                                                             | Loulé                                                                | Gibilterra                                                           | 1 – 0                                                                | Malta                                                                | Amichevole                                                           | -                                                                    | 72’                                                                  |
| 4-9-2014                                                             | Žilina                                                               | Slovacchia                                                           | 1 – 0                                                                | Malta                                                                | Amichevole                                                           | -                                                                    | 66’                                                                  |
| 9-9-2014                                                             | Zagabria                                                             | Croazia                                                              | 2 – 0                                                                | Malta                                                                | Qual. Euro 2016                                                      | -                                                                    | 36’                                                                  |
| 25-3-2015                                                            | Tbilisi                                                              | Georgia                                                              | 2 – 0                                                                | Malta                                                                | Amichevole                                                           | -                                                                    | 43’ 90’                                                              |
| 28-3-2015                                                            | Baku                                                                 | Azerbaigian                                                          | 2 – 0                                                                | Malta                                                                | Qual. Euro 2016                                                      | -                                                                    |                                                                      |
| 3-9-2015                                                             | Firenze                                                              | Italia                                                               | 1 – 0                                                                | Malta                                                                | Qual. Euro 2016                                                      | -                                                                    |                                                                      |
| 6-9-2015                                                             | Ta' Qali                                                             | Malta                                                                | 2 – 2                                                                | Azerbaigian                                                          | Qual. Euro 2016                                                      | -                                                                    |                                                                      |
| 10-10-2015                                                           | Oslo                                                                 | Norvegia                                                             | 2 – 0                                                                | Malta                                                                | Qual. Euro 2016                                                      | -                                                                    | 83’                                                                  |
| 13-10-2015                                                           | Ta' Qali                                                             | Malta                                                                | 0 – 1                                                                | Croazia                                                              | Qual. Euro 2016                                                      | -                                                                    |                                                                      |
| 11-11-2015                                                           | Istanbul                                                             | Giordania                                                            | 2 – 0                                                                | Malta                                                                | Amichevole                                                           | -                                                                    |                                                                      |
| 24-3-2016                                                            | Ta' Qali                                                             | Malta                                                                | 0 – 0                                                                | Moldavia                                                             | Amichevole                                                           | -                                                                    | 56’                                                                  |
| 31-8-2016                                                            | Pärnu                                                                | Estonia                                                              | 1 – 1                                                                | Malta                                                                | Amichevole                                                           | -                                                                    | 61’                                                                  |
| 4-9-2016                                                             | Ta' Qali                                                             | Malta                                                                | 1 – 5                                                                | Scozia                                                               | Qual. Mondiali 2018                                                  | -                                                                    |                                                                      |
| 8-10-2016                                                            | Londra                                                               | Inghilterra                                                          | 2 – 0                                                                | Malta                                                                | Qual. Mondiali 2018                                                  | -                                                                    | 55’                                                                  |
| 11-10-2016                                                           | Vilnius                                                              | Lituania                                                             | 2 – 0                                                                | Malta                                                                | Qual. Mondiali 2018                                                  | -                                                                    |                                                                      |
| 11-11-2016                                                           | Ta' Qali                                                             | Malta                                                                | 0 – 1                                                                | Slovenia                                                             | Qual. Mondiali 2018                                                  | -                                                                    | 68’                                                                  |
| 15-11-2016                                                           | Ta' Qali                                                             | Malta                                                                | 0 – 2                                                                | Islanda                                                              | Amichevole                                                           | -                                                                    |                                                                      |
| 6-6-2017                                                             | Graz                                                                 | Malta                                                                | 1 – 0                                                                | Ucraina                                                              | Amichevole                                                           | -                                                                    | 90+3’                                                                |
| 10-6-2017                                                            | Lubiana                                                              | Slovenia                                                             | 2 – 0                                                                | Malta                                                                | Qual. Mondiali 2018                                                  | -                                                                    | 89’                                                                  |
| 1-9-2017                                                             | Ta' Qali                                                             | Malta                                                                | 0 – 4                                                                | Inghilterra                                                          | Qual. Mondiali 2018                                                  | -                                                                    |                                                                      |
| 4-9-2017                                                             | Glasgow                                                              | Scozia                                                               | 2 – 0                                                                | Malta                                                                | Qual. Mondiali 2018                                                  | -                                                                    | 86’                                                                  |
| 5-10-2017                                                            | Ta' Qali                                                             | Malta                                                                | 1 – 1                                                                | Lituania                                                             | Qual. Mondiali 2018                                                  | -                                                                    |                                                                      |
| 8-10-2017                                                            | Trnava                                                               | Slovacchia                                                           | 3 – 0                                                                | Malta                                                                | Qual. Mondiali 2018                                                  | -                                                                    |                                                                      |
| 12-11-2017                                                           | Ta' Qali                                                             | Malta                                                                | 0 – 3                                                                | Estonia                                                              | Amichevole                                                           | -                                                                    | 61’                                                                  |
| 22-3-2018                                                            | Ta' Qali                                                             | Malta                                                                | 0 – 1                                                                | Lussemburgo                                                          | Amichevole                                                           | -                                                                    |                                                                      |
| 26-3-2018                                                            | Belek                                                                | Finlandia                                                            | 5 – 0                                                                | Malta                                                                | Amichevole                                                           | -                                                                    | 72’                                                                  |
| 29-5-2018                                                            | Wattens                                                              | Malta                                                                | 1 – 1                                                                | Armenia                                                              | Amichevole                                                           | -                                                                    | 85’                                                                  |
| 1-6-2018                                                             | Schwaz                                                               | Malta                                                                | 0 – 1                                                                | Georgia                                                              | Amichevole                                                           | -                                                                    | 89’                                                                  |
| 7-9-2018                                                             | Tórshavn                                                             | Fær Øer                                                              | 3 – 1                                                                | Malta                                                                | UEFA Nations League 2018-2019 - 1º turno                             | -                                                                    | 53’                                                                  |
| 10-9-2018                                                            | Ta' Qali                                                             | Malta                                                                | 1 – 1                                                                | Azerbaigian                                                          | UEFA Nations League 2018-2019 - 1º turno                             | -                                                                    |                                                                      |
| 11-10-2018                                                           | Pristina                                                             | Kosovo                                                               | 3 – 1                                                                | Malta                                                                | UEFA Nations League 2018-2019 - 1º turno                             | -                                                                    |                                                                      |
| 14-10-2018                                                           | Baku                                                                 | Azerbaigian                                                          | 1 – 1                                                                | Malta                                                                | UEFA Nations League 2018-2019 - 1º turno                             | -                                                                    | 52’                                                                  |
| 20-11-2018                                                           | Ta' Qali                                                             | Malta                                                                | 1 – 1                                                                | Fær Øer                                                              | UEFA Nations League 2018-2019 - 1º turno                             | -                                                                    |                                                                      |
| 23-3-2019                                                            | Ta' Qali                                                             | Malta                                                                | 2 – 1                                                                | Fær Øer                                                              | Qual. Euro 2020                                                      | 1                                                                    | 61’                                                                  |
| 26-3-2019                                                            | Ta' Qali                                                             | Malta                                                                | 0 – 2                                                                | Spagna                                                               | Qual. Euro 2020                                                      | -                                                                    |                                                                      |
| 7-6-2019                                                             | Solna                                                                | Svezia                                                               | 3 – 0                                                                | Malta                                                                | Qual. Euro 2020                                                      | -                                                                    |                                                                      |
| 10-6-2019                                                            | Ta' Qali                                                             | Malta                                                                | 0 – 4                                                                | Romania                                                              | Qual. Euro 2020                                                      | -                                                                    | 60’                                                                  |
| 5-9-2019                                                             | Oslo                                                                 | Norvegia                                                             | 2 – 0                                                                | Malta                                                                | Qual. Euro 2020                                                      | -                                                                    |                                                                      |
| 8-9-2019                                                             | Ploiești                                                             | Romania                                                              | 1 – 0                                                                | Malta                                                                | Qual. Euro 2020                                                      | -                                                                    |                                                                      |
| 15-10-2019                                                           | Tórshavn                                                             | Fær Øer                                                              | 1 – 0                                                                | Malta                                                                | Qual. Euro 2020                                                      | -                                                                    | 75’                                                                  |
| 18-11-2019                                                           | Ta' Qali                                                             | Malta                                                                | 1 – 2                                                                | Norvegia                                                             | Qual. Euro 2020                                                      | -                                                                    | 55’ 74’                                                              |
| 3-9-2020                                                             | Tórshavn                                                             | Fær Øer                                                              | 3 – 2                                                                | Malta                                                                | UEFA Nations League 2020-2021 - 1º turno                             | -                                                                    |                                                                      |
| 6-9-2020                                                             | Ta' Qali                                                             | Malta                                                                | 1 – 1                                                                | Lettonia                                                             | UEFA Nations League 2020-2021 - 1º turno                             | -                                                                    | Cap. 84’                                                             |
| 7-10-2020                                                            | Ta' Qali                                                             | Malta                                                                | 2 – 0                                                                | Gibilterra                                                           | Amichevole                                                           | -                                                                    | 46’ 57’                                                              |
| 10-10-2020                                                           | Andorra la Vella                                                     | Andorra                                                              | 0 – 0                                                                | Malta                                                                | UEFA Nations League 2020-2021 - 1º turno                             | -                                                                    | 53’                                                                  |
| 13-10-2020                                                           | Riga                                                                 | Lettonia                                                             | 0 – 1                                                                | Malta                                                                | UEFA Nations League 2020-2021 - 1º turno                             | 1                                                                    | 54’                                                                  |
| 11-11-2020                                                           | Attard                                                               | Malta                                                                | 3 – 0                                                                | Liechtenstein                                                        | Amichevole                                                           | 1                                                                    | 77’                                                                  |
| 17-11-2020                                                           | Ta' Qali                                                             | Malta                                                                | 1 – 1                                                                | Fær Øer                                                              | UEFA Nations League 2020-2021 - 1º turno                             | -                                                                    |                                                                      |
| 24-3-2021                                                            | Ta' Qali                                                             | Malta                                                                | 1 – 3                                                                | Russia                                                               | Qual. Mondiali 2022                                                  | -                                                                    |                                                                      |
| 27-3-2021                                                            | Trnava                                                               | Slovacchia                                                           | 2 – 2                                                                | Malta                                                                | Qual. Mondiali 2022                                                  | -                                                                    | Cap.                                                                 |
| 30-3-2021                                                            | Fiume                                                                | Croazia                                                              | 3 – 0                                                                | Malta                                                                | Qual. Mondiali 2022                                                  | -                                                                    | Cap. 67’                                                             |
| 1-9-2021                                                             | Ta' Qali                                                             | Malta                                                                | 3 – 0                                                                | Cipro                                                                | Qual. Mondiali 2022                                                  | -                                                                    | Cap.                                                                 |
| 7-9-2021                                                             | Mosca                                                                | Russia                                                               | 2 – 0                                                                | Malta                                                                | Qual. Mondiali 2022                                                  | -                                                                    | 68’                                                                  |
| 11-10-2021                                                           | Larnaca                                                              | Cipro                                                                | 2 – 2                                                                | Malta                                                                | Qual. Mondiali 2022                                                  | -                                                                    | Cap. 57’                                                             |
| 25-3-2022                                                            | Ta' Qali                                                             | Malta                                                                | 1 – 0                                                                | Azerbaigian                                                          | Amichevole                                                           | -                                                                    |                                                                      |
| 29-3-2022                                                            | Ta' Qali                                                             | Malta                                                                | 2 – 0                                                                | Kuwait                                                               | Amichevole                                                           | -                                                                    | Cap. 58’                                                             |
| 1-6-2022                                                             | Ta' Qali                                                             | Malta                                                                | 0 – 1                                                                | Venezuela                                                            | Amichevole                                                           | -                                                                    | 46’                                                                  |
| 5-6-2022                                                             | Serravalle                                                           | San Marino                                                           | 0 – 2                                                                | Malta                                                                | UEFA Nations League 2022-2023 - 1º turno                             | -                                                                    | Cap.                                                                 |
| 9-6-2022                                                             | Attard                                                               | Malta                                                                | 1 – 2                                                                | Estonia                                                              | UEFA Nations League 2022-2023 - 1º turno                             | -                                                                    | Cap.                                                                 |
| 23-9-2022                                                            | Tallinn                                                              | Estonia                                                              | 2 – 1                                                                | Malta                                                                | UEFA Nations League 2022-2023 - 1º turno                             | -                                                                    | 46’                                                                  |
| 27-9-2022                                                            | Ta' Qali                                                             | Malta                                                                | 2 – 1                                                                | Israele                                                              | Amichevole                                                           | -                                                                    | Cap. 30’ 60’                                                         |
| 17-11-2022                                                           | Ta' Qali                                                             | Malta                                                                | 2 – 2                                                                | Grecia                                                               | Amichevole                                                           | -                                                                    | Cap. 46’                                                             |
| 23-3-2023                                                            | Skopje                                                               | Macedonia del Nord                                                   | 2 – 1                                                                | Malta                                                                | Qual. Euro 2024                                                      | -                                                                    | Cap. 89’                                                             |
| 26-3-2023                                                            | Ta' Qali                                                             | Malta                                                                | 0 – 2                                                                | Italia                                                               | Qual. Euro 2024                                                      | -                                                                    | Cap.                                                                 |
| 9-6-2023                                                             | Lussemburgo                                                          | Lussemburgo                                                          | 0 – 1                                                                | Malta                                                                | Amichevole                                                           | -                                                                    | Cap. 60’                                                             |
| 16-6-2023                                                            | Ta' Qali                                                             | Malta                                                                | 0 – 4                                                                | Inghilterra                                                          | Qual. Euro 2024                                                      | -                                                                    | Cap.                                                                 |
| 19-6-2023                                                            | Trnava                                                               | Ucraina                                                              | 1 – 0                                                                | Malta                                                                | Qual. Euro 2024                                                      | -                                                                    | Cap. 70’                                                             |
| 6-9-2023                                                             | Ta' Qali                                                             | Malta                                                                | 1 – 0                                                                | Gibilterra                                                           | Amichevole                                                           | -                                                                    | Cap.                                                                 |
| 12-9-2023                                                            | Ta' Qali                                                             | Malta                                                                | 0 – 2                                                                | Macedonia del Nord                                                   | Qual. Euro 2024                                                      | -                                                                    | Cap. 39’                                                             |
| 17-10-2023                                                           | Ta' Qali                                                             | Malta                                                                | 1 – 3                                                                | Ucraina                                                              | Qual. Euro 2024                                                      | -                                                                    | Cap.                                                                 |
| 17-11-2023                                                           | Londra                                                               | Inghilterra                                                          | 2 – 0                                                                | Malta                                                                | Qual. Euro 2024                                                      | -                                                                    | Cap.                                                                 |
| 21-3-2024                                                            | Ta' Qali                                                             | Malta                                                                | 2 – 2                                                                | Slovenia                                                             | Amichevole                                                           | -                                                                    | Cap. 46’                                                             |
| 7-6-2024                                                             | Grödig                                                               | Rep. Ceca                                                            | 7 – 1                                                                | Malta                                                                | Amichevole                                                           | -                                                                    | Cap. 77’                                                             |
| Totale                                                               |                                                                      | Presenze                                                             | 81                                                                   |                                                                      | Reti                                                                 | 3                                                                    |                                                                      |

## Palmarès

### Club

#### Competizioni nazionali
- Campionato maltese: 8

Valletta: 2010-2011, 2011-2012, 2013-2014, 2017-2018, 2018-2019
Ħamrun Spartans: 2022-2023, 2023-2024, 2024-2025
- Coppa di Malta: 3

Valletta: 2009-2010, 2013-2014, 2017-2018
- Supercoppa di Malta: 7

Valletta: 2010, 2011, 2012, 2016, 2018
Ħamrun Spartans: 2023, 2024

### Individuale
- Calciatore maltese dell'anno: 1

2020